# Мосидора
Мосидора* (яп. もしドラ) — японский художественный фильм режиссёра Макото Танаки, вышедший на экраны Японии 4 июня 2011 года. Фильм основан на одноимённой книге, по которой уже с января 2011 года выходит манга и поставлен анимационный сериал.
В главной роли в фильме снялась участница японской идол-группы AKB48 Ацуко Маэда, а продюсер AKB48 Ясуси Акимото стал исполнительным продюсером кинокартины. Хотя прообразом главной героини книги была другая участница AKB48, Минами Минэгиси, Маэда была  выбрана как имеющая больше актёрского опыта. Минэгиси также снялась в фильме, в роли второго плана.
Титульная песня фильма — «Everyday, Kachuusha» группы AKB48. Также в нём звучит песня «Flower» в исполнении Ацуко Маэды.

## Сюжет
Школьница Минами Кавасима заменяет на посту менеджера бейсбольной команды свою лучшую подругу Юки Мияту, попавшую в больницу. Она пытается вывести команду в Национальный школьный чемпионат по бейсболу, руководствуясь книгой Питера Друкера об управлении бизнесом «Менеджмент: задачи, обязанности, практика», которую она купила по ошибке.

## В ролях
| Актёр                             | Роль                                                                                  |
| --------------------------------- | ------------------------------------------------------------------------------------- |
| Ацуко Маэда (группа AKB48)        | Минами Кавасима (яп. 川島 みなみ Кавасима Минами)                                     |
| Кодзи Сэто (яп. 瀬戸 康史)        | Кэйитиро Асано (яп. 浅野 慶一郎 Асано Кэйитиро:), основной питчер бейсбольной команды |
| Минами Минэгиси (группа AKB48)    | Аяно Ходзё (яп. 北条 文乃 Хо:дзё: Аяно), судья-секретарь команды                      |
| Сосукэ Икэмацу (яп. 池松 壮亮)    | Дзиро Касиваги (яп. 柏木 次郎 Касиваги Дзиро:), кетчер команды                        |
| Харуна Кавагути (яп. 川口 春奈)   | Юки Мията (яп. 宮田 夕紀 Мията Ю:ки), лучшая подруга Минами                           |
| Наоми Нисида (яп. 西田 尚美)      |                                                                                       |
| Саяка Аоки (яп. 青木 さやか)      |                                                                                       |
| Хидэхико Исидзука (яп. 石塚 英彦) |                                                                                       |
| Ё Оидзуми (яп. 大泉 洋)           | Макото Кати (яп. 加地 誠 Кати Макото), тренер команды                                 |